# Liszó
Liszó là một thị trấn thuộc hạt Zala, Hungary. Thị trấn này có diện tích 25,91 km², dân số năm 2010 là 412 người, mật độ 16 người/km².